# Le Livre moderne illustré
Pour les articles homonymes, voir Livre illustré.
« Le Livre moderne illustré » est une collection française de romans illustrés, créée par les éditions Ferenczi & fils, et publiée entre septembre 1923 et 1954.

## Histoire

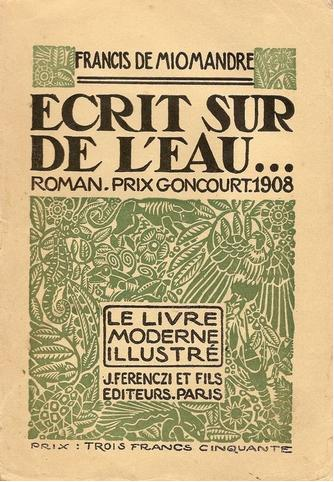
Écrit sur de l'eau..., 1er volume de la collection (septembre 1923).

Le Livre moderne illustré propose des ouvrages brochés d'un format 143 x 203 mm, caractérisés par leur couverture illustrée d'un bois principal à motifs « fleuris et animaliers » dans le style art déco teinté monochrome, avec en haut le nom de l'auteur encadré de deux petites gravures sur bois de la même couleur que le motif principal et le prix annoncé en lettres capitales. Le prix de lancement était de 2,50 francs pour un volume de 156 pages en moyenne et grimpa jusqu'à 6,75 francs à partir de 1938.
Durant la première époque, plus de 350 titres sont parus « tirés sur papier de luxe » (alfa), avec une série d'illustrations intérieures généralement tirées de bois originaux qui incluaient frontispice, lettrines et cul de lampe, avec une couverture conçue par Clément Serveau, directeur artistique de la maison. L'impression était effectuée par l'Imprimerie moderne à Montrouge, propriété de Ferenczi.
Parmi les illustrateurs invités, on trouve, outre Clément Serveau, Louis-Joseph Soulas, André Dignimont, Henri Barthelemy, Gio Colucci, Girard-Mond (1892-1953), Émilien Dufour, Emmanuel Poirier, Georges Tcherkessof, Louis-William Graux, entre autres.
La maison Ferenczi ayant été mise sous séquestre en janvier 1941 par un organisme nazi concurrent du Commissariat général aux questions juives (mais avec la complicité de ce dernier), un changement s'opère sur la présentation. On remarque la disparition du nom de Ferenczi sur la couverture, son remplacement par une bande collée portant l'adresse (9, rue Antoine-Chantin - Paris), et surtout l'absence de la liste du catalogue. L'administrateur des éditions, devenues entre-temps Éditions du Livre moderne, Jean de La Hire, inaugura alors une nouvelle collection avec la même formule, « Le Livre moderne européen », qu'il lance parallèlement au no 355 de la collection créée par Ferenczi, puis quitte la direction en décembre de la même année.
Après cet intermède, le fils de Joseph, Henri Ferenczi, à partir de 1950, relance la maison d'éditions et cette collection avec une nouvelle formule.
La plupart des écrivains célèbres français et étrangers des années 1910-1930 eurent des œuvres publiées dans cette collection populaire tels que : Francis de Miomandre (no 1), Colette (no 2, n° 6, n°69, n° 90, n° 104, n° 119, n° 131, n° 189, n° 216, n° 224, n° 290, no 310), Lucie Delarue-Mardrus (no 11, no 23, no 288), Georges Duhamel, Francis Carco, Louis-Ferdinand Céline (no 226-226bis), Gabriel Chevallier, Stefan Zweig (n° 271, n°303) , Rachilde, Raymond Radiguet (n° 28), J.-H. Rosny aîné (no 25, 34, 71, 113, 200, 248, 313), J.-H. Rosny jeune (no  66, 79, 152, 176), François Mauriac (no 38, no 296), André Maurois, Irène Némirovsky, Marcel Prévost, Paul Morand, etc.